# Velaux
 Velaux  es una comuna y población de Francia, en la región de Provenza-Alpes-Costa Azul, departamento de Bocas del Ródano, en el distrito de Aix-en-Provence y cantón de Pélissanne.
Su población en el censo de 1999 era de 7.603 habitantes. Su aglomeración urbana se limita a la propia comuna.
Está integrada en la Communauté d’agglomération Salon-Étang de Berre-Durance .
- Datos: Q686054
- Multimedia: Velaux / Q686054

1. ↑  Worldpostalcodes.org, código postal n.º 13880.
2. ↑  INSEE, Datos de población para el año 2012 de Velaux (en francés).